# Keizo Imai
Keizo Imai (Kyoto, 19 de novembre de 1950) és un futbolista japonès que disputà 29 partits amb la selecció japonesa.